# Boszkowo
Boszkowo is een dorp in de Poolse woiwodschap Groot-Polen. De plaats maakt deel uit van de gemeente Włoszakowice en telt 200 inwoners.

## Verkeer en vervoer
- Station Boszkowo